# Smak życia (film 2002)
Smak życia (fr. L'auberge espagnole) – francusko-hiszpański film komediowy z 2002 roku w reżyserii Cédrica Klapischa. Obraz cieszył się takim powodzeniem, że doczekał się dwóch sequeli.

## Fabuła
Xavier, aby otrzymać pracę w ministerstwie, musi ukończyć roczne studia podyplomowe w Hiszpanii. W ramach programu Erasmus wyjeżdża do Barcelony. Po krótkim pobycie u znajomego matki, przeprowadza się do domu młodego małżeństwa, które poznał na lotnisku. Wkrótce jednak znajduje odpowiednie mieszkanie, dzieląc je z sześciorgiem studentów różnych narodowości.

## Obsada
- Romain Duris – Xavier
- Cécile de France – Isabelle
- Judith Godrèche – Anne-Sophie
- Audrey Tautou – Martine
- Kelly Reilly – Wendy
- Irene Montalà - Neus
- Cristina Brondo – Soledad
- Federico D'Anna – Alessandro
- Barnaby Metschurat – Tobias
- Christian Pagh – Lars
- Kevin Bishop – William

## Nagrody i nominacje
Cezary 2003
- Najbardziej obiecująca aktorka - Cécile de France
- Najlepszy film - Cédric Klapisch (nominacja)
- Najlepsza reżyseria - Cédric Klapisch (nominacja)
- Najlepszy scenariusz adaptowany lub oryginalny - Cédric Klapisch (nominacja)
- Najlepszy montaż - Francine Sandberg (nominacja)
- Najlepsza aktorka drugoplanowa - Judith Godrèche (nominacja)